# 中正河濱公園
25°01′23″N 121°30′47″E / 25.023°N 121.513°E
中正河濱公園，位於臺灣台北市萬華區南隅，中正橋下西端，新店溪河畔的一處河濱公園，西接馬場町紀念公園。東接古亭河濱公園。1932年的「臺北市區計畫」，規劃此地為11號公園。公園面積約12公頃，公園的天橋可供民眾俯瞰快速道路上的來往車流，亦可遠瞰地標台北101。

## 河濱設施
- 籃球場
- 棒壘球場
- 網球場
- 兒童設施
- 自行車租借站
- 停車場

## 外部連結
- 中正河濱公園  臺北旅遊網 （页面存档备份，存于）
- 臺北市政府工務局水利工程處-中正河濱公園 （页面存档备份，存于）